# منتخب روسيا تحت 20 سنة لاتحاد الرغبي
منتخب روسيا تحت 20 سنة لاتحاد الرغبي هو ممثل روسيا الرسمي في المنافسات الدولية في اتحاد الرغبي تحت 20 سنة.